# Khalid Askri
Khalid Askri (Missour, 20 de março de 1981) é um futebolista profissional marroquino que atua como goleiro.

## Carreira
Khalid Askri fez parte do elenco da Seleção Marroquina de Futebol na Campeonato Africano das Nações de 2013. atualmente joga no ol.khouribga